# Karl von Wolzogen

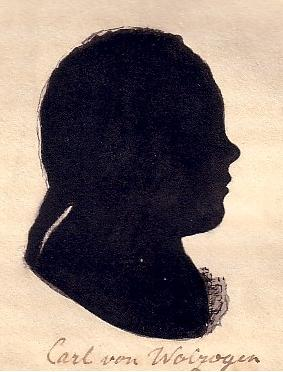
Profilportrait Karl von Wolzogen

Karl Freiherr von Wolzogen (* 26. Oktober 1764 in Meiningen; † 8. Juli 1808 in Semarang, auf Java) war ein deutscher Soldat und Beamter im Dienst der Niederlande.

## Biographie
Karl von Wolzogen war ein Sohn von Ernst Ludwig Freiherr von Wolzogen (1723–1774). Er war damit Angehöriger des ursprünglich niederösterreichischen Uradelsgeschlechts Wolzogen. Im Alter von zehn Jahren besuchte er die Karlsschule, eine Militärakademie in der Nähe von Stuttgart im Herzogtum Württemberg.
1787 trat er als Leutnant in das württembergische Infanterieregiment ein. Herzog Karl Eugen von Württemberg überließ das Regiment im selben Jahr gegen eine großzügige Entschädigung der Niederländischen Ostindien-Kompanie (VOC). Im Dienste der VOC waren die Würtemberger am Kap der Guten Hoffnung stationiert. Infolgedessen wurde das Regiment als württembergisches Kapregiment bekannt.
Karl von Wolzogen und sein Regiment kamen im März 1788 am Kap an. Im August bat der VOC-Vorstand den Gouverneur der Kapkolonie um militärische Unterstützung, um bei der Unterdrückung der Unruhen auf Celebes zu helfen. Von Wolzogen meldete sich und reiste nach Hinterindien. Von Semarang aus überwachte er den Handel mit Baumwolle und den Transport von Holz. Er lernte Niederländisch und Malaiisch und begleitete 1790 den Gouverneur auf seiner Reise zum Kaiser von Surakarta.
Nach seiner Rückkehr nach Semarang wurde er zum Hauptmann der württembergischen Truppen ernannt. Dort lernte er Karl Friedrich von Bose kennen, der sein Freund und Vertrauter wurde. Als Bose 1793 an einer Lungenkrankheit starb, heiratete von Wolzogen seine Witwe Johanna Frederike von Stralendorff, mit der er sieben Kinder hatte.
Wolzogen wurde 1798 zum Major befördert. Im Jahr 1806 erreichte er den Höhepunkt seiner Militärkarriere, als er Oberst aller an der Nordostküste Javas stationierten Truppen wurde. Während dieser Zeit während der Napoleonischen Kriege musste sich die Kolonie mit englischen Überfällen auseinandersetzen. Aufgrund einer chronischen Krankheit schied er 1808 aus dem Militärdienst aus. Er wurde zum Generalinspektor der Holzwälder in Java ernannt, starb jedoch nicht lange danach.